# Хауэлл, Гарри
Генри Вернон (Гарри) Хауэлл (англ. Henry Vernon 'Harry' Howell; 28 декабря 1932, Гамильтон, Онтарио — 9 марта 2019, Анкастер) — канадский профессиональный хоккеист (защитник), хоккейный администратор и тренер. Обладатель Мемориального кубка (1952), лауреат Норрис Трофи в сезоне 1966/67, семикратный участник матчей всех звёзд НХЛ, член Зала хоккейной славы с 1979 года. В память о 17 сезонах, которые Хауэлл провёл в клубе НХЛ «Нью-Йорк Рейнджерс», за ним навечно закреплён номер 3. Тренер сборной Канады на чемпионате мира 1978 года. В качестве скаута помог клубу «Эдмонтон Ойлерз» завоевать Кубок Стэнли в сезоне 1989/90.

## Игровая карьера
Гарри Хауэлл родился в Гамильтоне в Онтарио. Его отец был мехоторговцем. Гарри рано начал играть в хоккей и в 12 лет выступал в юношеской Полицейской лиге Гамильтона и в один из сезонов стал её чемпионом в составе команды «Томпсон Моторз». В 16 лет Гарри стал игроком дочерней команды «Нью-Йорк Рейнджерс» в Гуэлфе, где провёл три сезона; его товарищами по команде были будущие звёзды НХЛ Энди Батгейт и Дин Прентис. Вместе они в сезоне 1951/52 выиграли вначале чемпионат Хоккейной ассоциации Онтарио (англ. Ontario Hockey Association, OHA), а затем и Мемориальный кубок — главный трофей в канадском молодёжном хоккее.
После трёх сезонов в молодёжном хоккее Хауэлл провёл свою первую игру в НХЛ 18 октября 1952 года в составе «Рейнджерс» на площадке «Торонто Мэйпл Лифс». Он забил свой первый гол в НХЛ с первого броска по воротам, но в дальнейшем создал себе репутацию защитника, редко убегающего в атаку. Впервые он забил больше десяти шайб за год лишь в сезоне 1966/67. Игра Хауэлла в обороне не была агрессивной или силовой, он играл методично и интуитивно точно; тренер и генеральный менеджер «Рейнджерс» Эмиль Френсис однажды сказал: «Хоккей — это игра ошибок, а Гарри не часто их совершает». У болельщиков Хауэлл получил прозвище Конь Гарри (англ. Harry the Horse).
В первые 16 сезонов с «Нью-Йорком» Хауэлл пропустил только 17 матчей, в 1956 году в 22 года стал самым молодым в истории клуба капитаном (на следующий год уступив повязку Реду Салливану), а в 1960-е трижды подряд признавался лучшим игроком сезона в «Рейнджерс». Помимо него только трое игроков «Нью-Йорка» завоёвывали этот приз (известный как Фрэнк Буше Трофи) три года подряд. За годы выступлений в «Рейнджерс» Хауэлла шесть раз выбирали для участия в матчах всех звёзд НХЛ (в 1954, 1963—1965 и 1967—1968 годах). В сезоне 1966/67 он в общей сложности принёс команде 40 очков по системе «гол плюс пас», помог ей впервые за пять лет выйти в плей-офф Кубка Стэнли и был удостоен Норрис Трофи — приза, присуждаемого лучшему защитнику в НХЛ. Хауэлл стал последним лауреатом этой награды в эпоху до расширения НХЛ, после которого она восемь лет подряд присуждалась Бобби Орру. 25 января 1967 года «Рейнджерс» провели в «Мэдисон-сквер-гарден» «Вечер Гарри Хауэлла», который стал первым в истории команды, посвящённым отдельному игроку. Мероприятие было приурочено к тысячному матчу Хауэлла в составе команды.
В сезоне 1968/69 у Хауэлла начались боли в спине, которые в итоге заставили его лечь на операцию. После этого Фрэнсис предложил ему административную работу, но 37-летний защитник хотел продолжать играть, и в межсезонье «Рейнджерс» обменяли его в другой клуб НХЛ, «Окленд Силз». К этому моменту Хауэлл провёл за «Нью-Йорк» 1160 матчей в регулярном сезоне — рекорд клуба, который не был побит и полвека спустя.
Хауэлл играл в «Силз» до февраля 1971 года, когда в результате очередного обмена оказался в «Лос-Анджелес Кингз». С этим клубом он провёл три с половиной сезона, в общей сложности отыграв в регулярных сезонах НХЛ 1411 матчей, забив 94 гола и набрав 418 очков по системе «гол плюс пас». В 1970 году Хауэлл в седьмой раз за карьеру принял участие в матче всех звёзд НХЛ.
По окончании сезона 1972/73 руководство «Кингз» предложило Хауэллу пост главного тренера дочерней команды в Портленде (Орегон), но и в этот момент он ещё не был готов завершить игровую карьеру. Ещё выступая за «Кингз», в феврале 1972 года, Хауэлл был выбран в общем драфте ВХА клубом «Нью-Йорк Рейдерз». По окончании сотрудничества с «Лос-Анджелесом» он присоединился к этой команде перед сезоном 1973/74, когда она уже называлась «Голден Блейдз». По ходу сезона клуб перебрался в Нью-Джерси и сменил название на «Джерси Найтс», а перед сезоном 1974/75 годов перебазировался в Сан-Диего и стал называться «Сан-Диего Маринерз». В этом сезоне Хауэлл выступал за команду в качестве играющего тренера и пробился с ней во второй круг плей-офф ВХА, однако сам в плей-офф играть не смог из-за травмы плеча и наконец принял решение завершить игровую карьеру в сентябре 1975 года. Тем не менее он возобновил выступления в январе 1976 года в ещё одном клубе ВХА — «Калгари Ковбойз», с которым подписал контракт как свободный агент. В 43 года Хауэлл сыграл за «Калгари» ещё 31 матч. В 170 играх регулярных сезонов ВХА он забросил 7 шайб и сделал 36 результативных передач.

## Игровая статистика
| Легенда | Легенда                    | Легенда | Легенда                   | Легенда | Легенда    |
| ------- | -------------------------- | ------- | ------------------------- | ------- | ---------- |
| И       | Количество проведённых игр | Штр     | Штрафное время            | +/−     | Плюс-минус |
| Г       | Голы                       | П       | Голевые передачи          | О       | Очки       |
| -       | Статистика неизвестна      | —       | Статистика не учитывалась |         |            |

## Дальнейшая карьера
В сентябре 1976 года Хауэлл занял пост помощника генерального менеджера клуба «Кливленд Баронс» — бывших «Окленд Силз». Когда в следующем сезоне генеральный менеджер «Кливленда» Билл Маккрири был уволен, Хауэлл занял его место. В 1978 году он в качестве тренера участвовал в чемпионате мира в Чехословакии со сборной Канады. Под его руководством канадцы завоевали бронзовые медали, пропустив вперёд сборные СССР и Чехословакии.
В июне 1978 года состоялось объединение клубов «Кливленд Баронс» и «Миннесота Норт Старз», и Хауэлл был назначен главным тренером «Старз». Его работа в качестве главного тренера, однако, была недолгой: вскоре после начала сезона 1978/79 на врачебном осмотре у него была диагностирована сердечная аритмия, и он был госпитализирован на неделю. В это время его обязанности выполнял скаут клуба Глен Сонмор, и вскоре после возвращения Хауэлла в строй было решено, что они поменяются ролями уже на постоянной основе. В общей сложности Хауэлл провёл на посту главного тренера «Миннесоты» 11 игр (3 победы при 8 поражениях, 2 из которых в овертайме).
В дальнейшем Гарри Хауэлл сотрудничал в качестве скаута с клубом «Эдмонтон Ойлерз» (с 1987 года) и вместе с ним завоевал Кубок Стэнли в 1990 году. В 2000 году он вернулся как скаут в «Рейнджерс», с которыми оставался до локаута 2004—2005 года. Он официально завершил карьеру в хоккее в 71 год.
В 1979 году имя Гарри Хауэлла было включено в списки Зала хоккейной славы. В 2009 году «Нью-Йорк Рейнджерс» навечно закрепили за ним номер 3. В 2014 году Почтовая служба Канады выпустила марку с портретом Хауэлла в рамках серии с изображениями известных канадских хоккейных защитников. В том же году в его честь был назван хоккейный комплекс в Гамильтоне. Последние годы жизни Хауэлл, страдавший от старческой деменции, проживал в доме престарелых в пригороде Гамильтона Анкастере. Он скончался в марте 2019 года в возрасте 86 лет, оставив после себя дочь Шерил и пережив свою жену Мэрилин и сына Дэниела, погибшего в автокатастрофе.